# Until Dawn (Film)
Until Dawn (deutsch: Bis zur Morgendämmerung) ist ein US-amerikanischer Horrorfilm von Regisseur David F. Sandberg, der am 24. April 2025 in die deutschen und am darauffolgenden Tag in die US-amerikanischen Kinos kam. Es handelt sich um eine lose Adaption des gleichnamigen Videospiels (2015), in der Ella Rubin, Michael Cimino, Ji-young Yoo, Odessa A’zion und Belmont Cameli die Hauptrollen übernahmen.

## Handlung
Clover macht sich zusammen mit ihrem Ex-Freund Max und den gemeinsamen Freunden Megan, Nina und Abe auf die Suche nach ihrer seit einem Jahr vermissten Schwester Melanie. Die Spur führt die Gruppe zu einer abgelegenen Tankstelle in einer ländlichen Gegend, wo Clover vom Betreiber den Hinweis erhält, in der nahegelegenen Kleinstadt Glore Valley würden regelmäßig Menschen verschwinden. Das dortige Besucherzentrum ist jedoch verlassen und eine seltsame Regenkuppel scheint sich um den Ort gelegt zu haben, die die Freunde am Verlassen hindert. Als die Nacht hereinbricht, erscheint ein maskierter Killer und bringt alle Gruppenmitglieder nacheinander brutal um.
Anstatt zu sterben, wird für die Freundesgruppe die Zeit jedoch zurückgedreht, und sie erleben die Ereignisse des Abends erneut. Wo vorher noch ein Fahndungsplakat von Melanie hing, gelten nun auch Clover, Max, Megan, Nina und Abe als vermisst. Während Nina und Abe zu fliehen versuchen, allerdings von Monstern daran gehindert werden, macht Clover die Bekanntschaft einer alten Hexe. Diese erklärt ihr, bis zum Morgengrauen überleben zu müssen, sonst würden die Freunde selbst zu einem Teil der Nacht werden.
Die Freundesgruppe erkennt in der dritten Nacht, dass die Zeitschleife nicht ewig anhält, da auch ihr Körper von vorherigen Toden Schäden davontragen. Sie beschließen, sich über die Nacht im Badezimmer zu verbarrikadieren, trinken jedoch von vergiftetem Wasser und explodieren nacheinander. Kurz vor Clovers Tod offenbart sich der vermeintliche Tankwart als Psychiater Dr. Alan J. Hill und geheimer Strippenzieher der Vorkommnisse. Beim nächsten Durchlauf kommt die Gruppe dahinter, dass Hill einst die Einwohner von Glore Valley nach einem Unglück betreuen sollte, seine Experimente aber dahingehend erweiterte, dass die Bewohner nach spätestens dreizehn Nächten zu Wendigos werden.
Auch bei den folgenden Durchläufen werden Clover, Max, Megan, Nina und Abe von verschiedensten Kreaturen immer wieder auf Neue umgebracht. Clover musste dabei auch erkennen, dass sich ihre Schwester bereits in einen Wendigo verwandelt hat und nicht mehr zu retten ist. Das erklärte Ziel der Gruppe ist es nun nur noch, die Nacht zu überleben und Glore Valley verlassen zu können. Dafür folgen sie unterirdischen Tunneln, die direkt ins Sanatorium von Hill führen. Bei einer Konfrontation mit dem Psychiater bringt Clover ihn mithilfe des vergifteten Wassers um, während sich die anderen Freunde erfolgreich gegen die Wendigos zur Wehr setzen können. Die Gruppe sieht sich dem Sonnenaufgang gegenüber und verlässt Glore Valley.

## Produktion
Beim von Screen Gems und Playstation co-produzierten Horrorfilm Until Dawn handelt es sich um eine Adaption des gleichnamigen interaktiven Videospiels, das nach seiner Veröffentlichung im Jahr 2015 zu einem Überraschungserfolg für Sony wurde. Als Regisseur wurde der schwedische Filmemacher David F. Sandberg verpflichtet, während das Drehbuch von Gary Dauberman basierend auf einem ersten Entwurf von Blair Butler geschrieben wurde. Sandberg und Dauberman hatte zuvor bereits 2015 beim Horrorfilm Annabelle 2 zusammengearbeitet.
Die Hauptrollen des Ensemblefilms wurden mit Ella Rubin, Michael Cimino, Ji-young Yoo, Odessa A’zion, Maia Mitchell, Belmont Cameli und Peter Stormare besetzt. Alle Darsteller verkörpern dabei von der Videospielvorlage unabhängige Charaktere; einzig Stormare kehrte in seine Rolle als Psychiater Dr. Alan J. Hill zurück. Daneben ist ein Bild von Rami Maleks Figur Josh Washington aus dem Videospiel zu sehen.
Die Dreharbeiten mit Kameramann Maxime Alexandre erfolgten vom 5. August bis zum 4. Oktober 2024 in Budapest. Der Produktion stand dabei ein Budget von rund 15 Millionen US-Dollar zur Verfügung, weshalb Regisseur David F. Sandberg vorrangig auf praktische Effekte setzte. Die Filmmusik komponierte der Brite Benjamin Wallfisch.
Ein erster Trailer zum Film wurde am 16. Januar 2025 veröffentlicht; ein zweiter folgte am 13. Februar 2025. Im Anschluss kam Until Dawn am 24. April 2025 in die deutschen und am darauffolgenden Tag in die US-amerikanischen Kinos.

## Synchronisation
Die deutschsprachige Synchronisation entstand nach einem Dialogbuch und unter der Dialogregie von Björn Schalla bei Iyuno Germany.
| Rolle            | Darsteller     | Synchronsprecher     |
| ---------------- | -------------- | -------------------- |
| Clover           | Ella Rubin     | Lydia Morgenstern    |
| Max              | Michael Cimino | Marco Eßer           |
| Megan            | Ji-young Yoo   | Özge Kayalar         |
| Nina             | Odessa A’zion  | Vivien Gilbert       |
| Abe              | Belmont Cameli | Oscar Räuker         |
| Melanie          | Maia Mitchell  | Clara Drews          |
| Dr. Alan J. Hill | Peter Stormare | Klaus-Dieter Klebsch |

## Rezeption

### Altersfreigabe
In den Vereinigten Staaten erhielt Until Dawn von der MPA aufgrund von blutiger Horrorgewalt, dem Gore und der Sprache ein R-Rating. In Deutschland vergab die FSK eine äquivalente Freigabe ab 16 Jahren. In der Begründung heißt es, der Film enthalte zahlreiche Gewalt- und Tötungsdarstellungen, die drastisch und teilweise im Splatter-Stil bebildert seien, aber nicht übermäßig ausgespielt werden. Ironisch-humorvolle Momente und das versöhnliche Ende würden zudem ausreichende Entlastungsmöglichkeiten bieten.

### Kritiken
Until Dawn konnte 52 % der 111 bei Rotten Tomatoes gelisteten Kritiker überzeugen. Das zusammenfassende Kritikerfazit lautet, die Videospielverfilmung habe zwar eine neuartige Prämisse und liefere dadurch mehrere Horrorfilme auf einmal ab, doch durch einen Mangel an Inspiration entstehe daraus kaum ein Ertrag. Bei Metacritic erhielt Until Dawn basierend auf 23 Rezensionen einen Metascore von 47 von 100 möglichen Punkten.
Zu einem positiven Urteil gelangt Katie Walsh von der Los Angeles Times, für die Regisseur David F. Sandberg mit Until Dawn in seine Komfortzone zurückkehre und dabei wisse, dass die besten Horrorfilme nur wenige, auf einander abgestimmte Elemente benötigen würden, um zu funktionieren. Als Mischung aus Genre-Hommage und interaktivem Spukhaus verbinde der Film dabei Horrorklischees mit den Regeln des Videospiels und stelle die Geschichte durch wilde Überraschungen immer wieder auf den Kopf. Im Schauplatz, den Figuren und dem Gorefaktor erinner Until Dawn dabei deutlich an Tanz der Teufel, referenzierte aber auch postmoderne, selbstreferenzielle Filme wie The Cabin in the Woods. Die dabei erzeugte unheilvoll gruselige Stimmung sei überwältigend, die Figuren hingegen eher Stereotype, aber Sandberg versuche auch nicht, den Film über seine B-Movie-Wurzeln hinaus zu heben.
Deutlich kritischer zeigt sich Alison Foreman von IndieWire, für die Until Dawn nicht die bestmögliche Adaption des gleichnamigen Videospiels sei und einige Jahre zu spät komme. Der Film verfolge dabei einen bizarren Ansatz und greife auf eine originelle Idee zurück, die die Handlung zwar insgesamt aufwerten könne, mit der Videospielvorlage bis auf den Namen aber nichts mehr gemein hätte. Das verantwortliche Produktionsunternehmen Sony verstehe Until Dawn dabei grundlegend falsch und verrate das Videospiel für eine seltsam explosive Parodie. Diese mache allerdings zahlreiche Andeutungen einer scharfsinnigen Horrorkomödie und sei – wenn auch nicht immer mit Absicht – unterhaltsam. Das eigentlich clevere Drehbuch von Gary Dauberman werde dennoch durch zutiefst uninteressante Figuren, schwache Schockmomente und andere Handlungslücken abgeschwächt.
Auch Benjamin Lee spricht in seiner Filmkritik für den Guardian von einer soliden Videospieladaption, die zwar gut inszeniert, insgesamt aber völlig harmlos und kaum gruselig sei. Until Dawn werde dabei von einer starken Gruppe junger Schauspieler belebt, die alle durchaus sympathisch und engagiert seien, allerdings mit ihren vorhersehbaren Figuren in einer etwas planlosen Handlung zu kämpfen hätten. Die gezeigten Tode seien gleichzeitig zwar gewaltsam, aber nicht ganz so einfallsreich, wie sie hätten sein können, sodass sich Until Dawn zwar etwas über dem Horror-Standard bewege, aber trotzdem keine wirkliche Existenzberechtigung vorzuweisen hätte. Durch den mangelnden Sinn und die fehlenden Ambitionen sei der Film so insgesamt kein Vergleich mit dem eine Woche zuvor in den Kinos gestarteten „kunstvollem Horrorfilm“ Blood & Sinners.
Gänzlich enttäuscht zeigt sich Erik Piepenburg von der New York Times, für den Until Dawn unter unterentwickelten Figuren, mittelmäßigen Monstern und verworrenen Zeitschleifen leide. Dem Film fehle es an der Interaktivität des Videospiels, sodass er verstärkt auf Slasher-Elemente zurückgreifen müsse, durch die sich irgendwann Langeweile einstelle.

### Einspielergebnis
Am Startwochenende konnte Until Dawn in den Vereinigten Staaten mit Einnahmen von rund acht Millionen US-Dollar den fünften Platz der US-amerikanischen Kino-Charts belegen. In Deutschland verzeichnete der Film im selben Zeitraum rund 65.000 Besucher. Die weltweiten Einnahmen aus Kinovorführungen belaufen sich auf 53,6 Millionen US-Dollar, von denen Until Dawn allein 20,2 Millionen im nordamerikanischen Raum erwirtschaften konnte. In Deutschland verzeichnete der Film insgesamt 253.939 Kinobesucher.